# Maurizio Jurgens
(Maurizio Jurgens)
Maurizio Jurgens (Roma, 17 aprile 1921 – Roma, 6 settembre 1975) è stato un autore televisivo, regista radiofonico, commediografo e sceneggiatore italiano.
È il padre di Stefano Jurgens.

## Biografia
Dopo sei anni di carriera militare, fu assunto in RAI come rumorista; in seguito passò alla qualifica di regista radiofonico. Svolgendo questa professione gli accadeva spesso, durante le prove delle trasmissioni di varietà, di suggerire battute o spunti comici, che puntualmente venivano apprezzati e inseriti nel copione.
Poiché per regolamento nell'azienda i registi non erano autorizzati a scrivere testi per gli spettacoli, nel 1960 si dimise per dedicarsi alla professione d'autore.

## Il varietà radiofonico
Molti gli spettacoli radiofonici e televisivi da lui firmati, spesso in coppia con altri grandi nomi del varietà italiano come Antonio Amurri e Sergio D'Ottavi: tra gli autori di Gran Gala, show radiofonico che godette di grande fortuna a cavallo tra gli anni cinquanta e sessanta, si cimentò anche in programmi di rivista, come Carlo, maestro di chic (con D'Ottavi, 1961) e Domani è domenica (1961-62), nonché in varietà come Fine settimana (1964, con Torti) e Le ballate dell'italiano (1972), di cui curò anche la regia.

## Gran Varietà
Il suo maggior contributo alla radio resta Gran varietà, di cui curò i testi per una ventina di edizioni, dal 1966 al 1971 in coppia con Amurri, e dal 1973 al 1975 con Amurri e Dino Verde. Lo spettacolo, che in termini di ascolto costituì il maggior successo della radio italiana, prevedeva un copione basato sui canoni classici del varietà italiano, con abbondanza di sketch, numeri comici e battute facili e ad effetto. Memorabile rubrica fissa del programma era Eleuterio e Sempre Tua: una satira leggera e gustosa della vita di coppia che si basava sullo scambio di lettere fra due coniugi, Eleuterio (Paolo Stoppa) e la moglie, che  si firmava appunto "Sempre tua" (Rina Morelli). Da questi sketch radiofonici è stato tratto l'omonimo libro edito da Rusconi nel 1976 e un libro edito da Donzelli nel 2008 e allegato CD con le 56 scenette trasmesse dalla Rai. L'ultimo personaggio che creò per la trasmissione fu il Conquistatore, interpretato da Gigi Proietti.

## Varietà radiofonici Rai
- Scintille, di Jurgens e D'Alba, regia di Riccardo Mantoni (1953)
- Capodanno che passione, varietà di Castaldo, Jurgens, Veo, D'Alba. Verde, regia di Riccardo Mantoni (1953)

## La televisione
Per la televisione, nel 1963 fu autore con Eros Macchi e Guido Castaldo del varietà televisivo Johnny 7, mentre con Amurri ideò Sabato sera (1967), condotto da Mina, Signore e signora (1970), con Lando Buzzanca e Delia Scala, e Speciale per noi (1971) con Paolo Panelli, Bice Valori, Ave Ninchi e Aldo Fabrizi.

## Il teatro
Più marginale l'attività teatrale, per la quale si ricordano Il trogolo (con Castaldo e Torti, 1964), La minidonna (con Torti e Amurri, 1966-67) e Fratelli d'Itaglia (1973-74), spettacolo di cabaret interpretato da Lando Fiorini e Gioietta Gentile.
È deceduto a Roma, nel settembre 1975, a soli 54 anni.